# Centrale Bank van Aruba
De Centrale Bank van Aruba (CBA) (Papiamento: Banco Central di Aruba) is de centrale bank in Aruba en als zodanig verantwoordelijk voor de uitvoering van het monetair beleid van de Arubaanse florin.

## Geschiedenis
Bij de invulling van haar autonome status binnen het Koninkrijk der Nederlanden koos Aruba ervoor een eigen centrale bank op te richten en een eigen munt in te voeren. Hiervoor was Aruba een van de zes eilanden van de Nederlandse Antillen en ressorteerde het eiland onder de Centrale Bank van de Nederlandse Antillen. Per 1 januari 1986 werd het bijkantoor van de Bank van de Nederlandse Antillen op Aruba, gelegen in Oranjestad aan de Havenstraat tegenover de Protestantse kerk, uitgebouwd tot een volwaardige eigen centrale bank van Aruba. Eind 2002 verhuisde de CBA naar een nieuw onderkomen aan de J.E. Irausquin blvd.
Bij de start werd de Arubaanse florin in omloop gebracht tegen dezelfde koers als de Antilliaanse gulden, gekoppeld aan de USD tegen een koers van Afl. 1.79 (= 1 NAf.) = US$1.00. Sedertdien bleef deze koers ongewijzigd.

## Taken
Kerntaken van CBA zijn het handhaven van de interne en externe waarde van de florin en het bevorderen van de soliditeit en integriteit van het financieel stelsel, dit ten dienste van het algemeen belang en het welzijn van de bevolking van Aruba. Hiertoe bezit de CBA onder meer de volgende bevoegdheden:
1. een monopolie tot uitgifte van bankbiljetten op Aruba.
2. het verzorgen van de geldomloop in Aruba, voor zover deze uit bankbiljetten bestaat, en zij is belast met het in omloop brengen van munten en muntbiljetten en het buiten omloop stellen hiervan;
3. het gevraagd en ongevraagd verstrekken van advies aan de Minister van Financiën met betrekking tot financiële aangelegenheden;
4. het uitoefenen van toezicht op kredietinstellingen, kredietverenigingen en andere ondernemingen en instellingen die hun bedrijf maken van het aantrekken van nominaal opvorderbare gelden van het publiek, dan wel het bedrijfsmatig verstrekken van kredieten aan het publiek; verzekeraars; geldtransactiebedrijven; ondernemingspensioenfondsen; trustkantoren en andere bij landsverordening aan te wijzen financiële, niet-financiële en ondernemingen en instellingen, en beroepsbeoefenaren;
5. het bevorderen van een financieel gezonde en integere ontwikkeling van de onder nr. 4 genoemde ondernemingen en instellingen;
6. het reguleren van het betalingsverkeer met het buitenland (centrale deviezenbank voor Aruba) en het vaststellen van de koersen voor het deviezenverkeer.

## Organisatie
De CBA is rechtspersoon sui generis met een autonome positie binnen de Arubaanse publieke sector. Aan het hoofd staat een president, bijgestaan door twee directeuren, allen benoemd door de gouverneur op voordracht van de Raad van Commissarissen. De Raad van Commissarissen, die toezicht houdt op de handelingen van de CBA, wordt voorgezeten door de regeringscommissaris benoemd door de gouverneur.

### Presidenten
- 2008-heden: Jane Semeleer
- 2007-2008: Hassanali Mehran
- 2003-2007: Robert Henriquez
- 1999-2003: Anthony Karam
- 1995-1999: Hans du Marchie Sarvaas
- 1991-1995: Arthur Irausquin
- 1988-1991: Emile den Dunnen
- 1986-19??: Don Mansur

### Voorzitters van de Raad van Commissarissen
- sedert 18 juli 2018: Arie Swaen
- 2010-2018: Joe Maduro
- 2002-2010: Arie Swaen
- 1994-2002: Joe Maduro
- 1989-1994: Efraim de Kort
- 1986-1989: Oscar Henriquez